# Os híbrid d'os bru i os polar

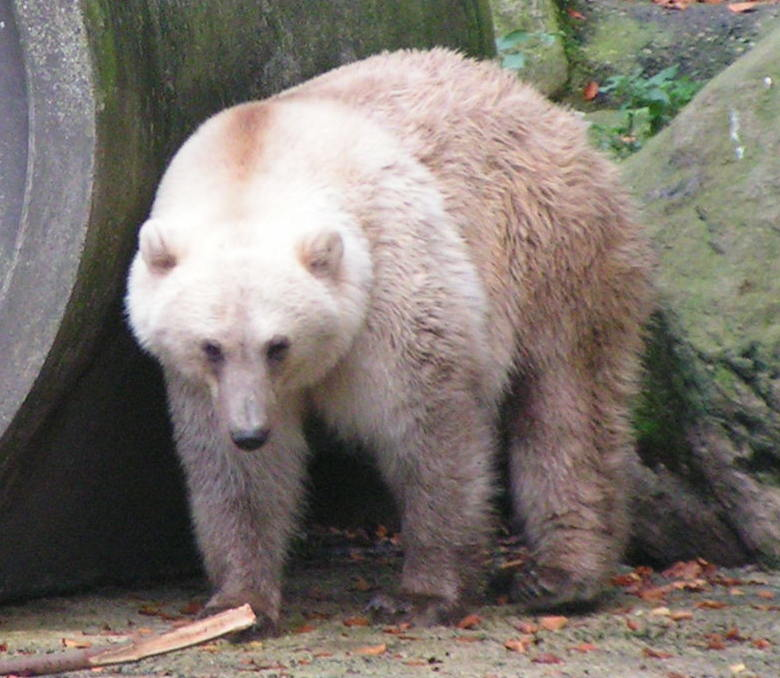
Exemplar en captivitat

L'os híbrid d'os bru i os polar o os híbrid d'os bru i os blanc (Ursus arctos × Ursus maritimus), també anomentat os-pizzly, nanulak o polizzly, és un híbrid poc comú resultat del creuament a la natura o en captivitat d'un os polar i un os bru (generalment un grizzly americà). Tot i ser de pelatge predominantment clar, aquest híbrid posseeix característiques físiques intermediàries entre ambdues especies, com pel marró a les potes, urpes llargues i cap semblant amb el de l'os bru. Els casos documentats fins a l'actualitat s'han produït a les illes àrtiques del Canadà, pertanyents als Territoris del Nord-oest i Nunavut.
Encara que l'os bru i l'os polar són genèticament molt pròxims i amb freqüència comparteixen els mateixos territoris, tendeixen a evitar-se entre si. L'os grizzly viu i es reprodueix a la superfície terrestre, mentre que l'os polar prefereix l'aigua i el gel. Amb l'escalfament global, el desgel de l'àrtic i l'expansió dels grizzlies cap al nord, actualment s'està donant una major sobreposició dels territoris d'ambdues espècies. S'especula que, d'ara en endavant, les hibridacions es tornaran potencialment més freqüents.

## Casos a la natura
El primer exemplar d'híbrid capturat va ser caçat el 2004 a l'Illa de Banks. El nord-americà Jim Martell, es trobava de cacera al Canadà, acompanyat d'un guia natiu. Tenia autorització només per a caçar ossos polars, però quan es va adonar de l'estrany exemplar que acabava d'abatre va haver de fer-li una prova genètica per sortir de dubtes, ja que, per la llei canadenca, en cas que cacés un os bru, podria ser penalitzat amb una multa o fins a un any de presó. La prova d'ADN va confirmar que l'exemplar capturat per Martell era un híbrid resultant d'una mare os polar i un pare os bru. És el primer cas documentat a la natura, tot i que se sabia que aquest tipus de creuament era biologicament possible, donat que en el passat ja s'havia produït la hibridació en captivitat.

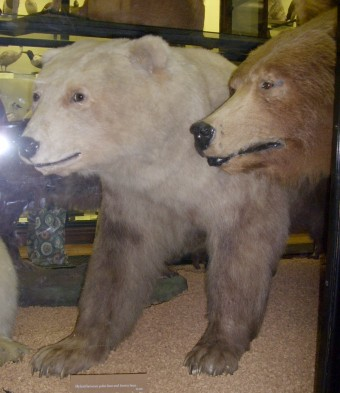
Os híbrid amb un os bru. Museu de Rothschild, Anglaterra

El 8 d'abril de 2010, David Kuptana, un caçador Inuvialuit de la comunitat de Ulukhaktok a l'Illa Victòria va diparar al que ell pensava que era un os polar. Després d'inspeccionar l'os i amb el test d'ADN, es va descobrir que la mare de l'os era un híbrid d'una femella d'os polar i un mascle grizzly.
Entre 2012 i 2014, sis ossos híbrids més van ser morts per caçadors o capturats vius per biólegs. Es van poder recollir mostres de tots sis i l'anàlisi genètica va confirmar tant el seu status d'híbrid com les seves relacions familiars. Els vuit híbrids identificats fins al moment inclouen quatre de la primera generació (F1, 50:50) i quatre individus de retrocreuament d'os bru (75:25 grizzly-ós polar). Una única femella F1 era la mare de tots els quatre individus de retrocreuament i una única femella d'os polar era la mare de tots els quatre F1s i, per tant, l'àvia de tots els quatre ossos de retrocreuament. Dos ossos bruns mascles s'aparellaren amb la femella d'os polar per a donar origen als quatre F1s, amb un os bru aparentment creuant-se amb l'ossa polar en dos anys diferents (dos dels F1s són germans complets, però van néixer amb tres anys de diferència). Els mateixos dos ossos bruns mascles s'aparellaren amb la femella F1 per a produir els quatre individus retrocreuats.
És difícil saber si aquests esdeveniments són un mostra de l'erosió de la barrera d'una espècie o només una anècdota, una vegada que tots els casos confirmats fins al moment remunten a l'origen d'un únic os polar.

## L'expansió territorial dels ossos bruns com a possible factor contribuent
Tot i que un os grizzly va ser mort a l'illa de Banks el 1951, fins fa poc era rar que aquesta espècie s'allunyés més al nord de la costa del Canadà continental. El 1991 es van documentar com un o més ossos grisos caçaven foques al gel marí prop de l'illa Melville, a més de 500 km de la costa continental. El 2003 i el 2004 un equip geològic que treballava a l'illa de Melville va obtenir proves fotogràfiques i d'ADN d'un os grizzly a la zona. El seu informe també recollia informació sobre altres observacions a l'arxipèlag àrtic canadenc.
Els ossos Grizzly aparentment també han anat estenent la seva àrea de distribució cap a l'est, per la zona de tundra de Barren Grounds, fins a la badia de Hudson, i cap al sud, fins al nord de Saskatchewan i Manitoba. Entre el 2003 i el 2008 es van veure set individus al parc nacional de Wapusk al sud de Churchill, Manitoba, una àrea utilitzada pels ossos polars per als caus maternals i com a refugi durant la temporada sense gel a la badia de Hudson.
Segons el Doctor Doug Clarck, de la Universitat de Saskatchewan, el canvi climàtic estaria retrassant l'arribada de l'estació del gel al Nord del Canadá, passant en trenta anys de l'agost fins a octubre). Això estaria provocant la progressiva conversió de les terres de tundra en pastures i altres vegetacions més atractives per als grizzlies. La combinació d'aquest factor amb la proliferació d'assentaments humans estarien al darrere de l'expansió territorial dels grizzlies.

## Denominació

Hibrididacions documentades entre les espècies actuals d'ossos.

Des de la troballa del 2006 els mitjans de comunicació s'han referit a aquest animal amb diverses denominacions, tals com os pizzly, os grolar i polizzly, però no hi ha consens sobre l'ús de qualsevol d'aquests termes. Les autoritats canadenques de la vida salvatge van suggerir anomenar l'híbrid "nanulak", neologisme que es formaria de la combinació dels noms inuit per a os polar (nanuk) i os bru (aklak).
Per una convenció, el nom del pare ve primer en tals combinacions: la descendència d'un os polar mascle i una femella de grizzly seria el nanulak suggerit o un "ós pizzly", mentre la descendència d'un os bru mascle i una ossa polar seria un "ós grolar" o possiblement un aknuk.

## Característiques
| Fitxa tècnica        |                        |
| Pes                  | 400 - 700kg (mascle)   |
| Pes                  | 220 - 390kg (femella)  |
| Llargada             | 290 - 3,0 cm (mascle)  |
| Llargada             | 270 - 280 cm (femella) |
| Cua                  | 45 - 5 mm              |
| Altura               | 130 - 168 cm           |
| Mida de la ventrada  | 1 - 3 ossalls          |
| Gestació             | 195 - 265 dies         |
| Deslletament         | mesos                  |
| Maduresa sexual      | 4 - 6 anys (mascles)   |
| Maduresa sexual      | 4 - 5 anys (femelles)  |
| Longevitat (mitjana) | 30 anys                |

Dos ossos híbrids polars-bruns (una femella i un mascle) van néixer al Zoològic d'Osnabrück (Alemanya), el 2004, i les seves característiques físiques són generalment intermediàries entre l'os polar i l'os bru. Per exemple, els seus cossos són menors que els dels ossos polars, però més grans que els dels ossos bruns, mentre que els seus caps són de mida intermèdia entre la forma més amplia del grizzly i el cap més estret de l'os polar. Tenen colls llargs com els dels ossos polars, però petites gepes a les espatlles, com els bruns. Les plantes dels peus estan parcialment cobertes de pèls; els ossos polars les tenen cobertes de pèls, que actuen com aïllants del fred, mentre que els ossos bruns tenen les plantes sense pèls. A més, el pèl dels híbrids té un patró que combina les característiques d'ambdues espècies.
Els híbrids en captivitat van demostrar un comportament més semblant al dels ossos polars que dels bruns. Per exemple, van trepitjar joguines d'una manera que recordava com els ossos polars trenquen el gel i van llançar bosses cap al costat, igual com els ossos polars poden llançar preses". També se'ls va observar estirats bocaterrossa, amb les potes del darrere obertes, tal com fan els ossos polars de forma genuïna.